# Kyle Evans
Pour les articles homonymes, voir Evans.
Kyle Evans (né le 26 septembre 1993 à Wigan dans le Grand Manchester) est un coureur cycliste anglais, spécialiste du BMX.

## Palmarès en BMX

### Jeux olympiques
- Rio de Janeiro 2016
  - 21e du BMX

### Championnats du monde
- Heusden-Zolder 2015
  - 25e du BMX

### Coupe du monde
- 2016 : 2e de la manche de Manchester
- 2017 : 10e du classement général
- 2020 : 19e du classement général

### Championnats d'Europe
- 2018
  -  Champion d'Europe de BMX

### Coupe d'Europe
- 2014 : Vainqueur de deux manches
- 2015 : 2e des deux manches de Manchester
- 2016 : Vainqueur d'une manche
- 2017 : 1re du classement général, vainqueur de deux manches
- 2018 : 6e du classement général

### Championnats de Grande-Bretagne
- 2017
  -  Champion de Grande-Bretagne de BMX
- 2018
  - 2e du championnat de Grande-Bretagne de BMX